# ビロードの闇
『ビロードの闇』（ビロードのやみ）は、KinKi Kidsの21枚目のシングル。2005年6月15日発売。発売元はジャニーズ・エンタテイメント。

## 解説
初回盤と通常盤はジャケット違い、収録曲違いがある。初回盤にはA面のインスト版と新曲を追加収録、通常盤には前作「Anniversary」のライブトラックが収録されている。
この曲以外に、『H album -H・A・N・D-』に収録されている「99%LIBERTY」もシングル曲の候補として上がっていたが、シングルとして発売する曲がこの2曲に絞られた際に、『「99%LIBERTY」はいつ発売してもいい曲だと思うけど、「ビロードの闇」は今じゃないと発売できないのではないか?』という結論になり、「ビロードの闇」がシングルとして発売された。

## チャート成績
オリコン週間ランキングで、初週26.1万枚を売り上げ、初登場1位を獲得した。CD累計売上は31.9万枚（オリコン調べ）である。

## 収録曲

### 初回盤
1. ビロードの闇
（作詞：Satomi / 作曲：林田健司 / 編曲：CHOKKAKU）
久々にダンスを取り入れた曲。
2005年6月10日放送のテレビ朝日系音楽番組『ミュージックステーション』出演時には、堂本光一が歌詞を間違え、それに堂本剛も釣られて間違えるというハプニングがあった。間違え披露をした翌週の同番組で本人達の説明・自虐を挟みながらどういったミスをしたか検証VTRが流され、『三回打ちひしがれる事件』として度々取り上げられている。
自身の2007年のベスト・アルバム『39』発売時のファン投票で29位にランクインした。
出版者：ブライト・ノート・ミュージック
2. 春雷
（作詞：上田ケンジ / 作曲：小田原友洋 / 編曲：十川知司）
「しゅんらい」と読む。こちらは一転し、ロックナンバー。
出版者：ブライト・ノート・ミュージック
3. 10years
（作詞：mavie / 作曲・編曲：石塚知生）
出版者：ブライト・ノート・ミュージック
4. ビロードの闇 (Backing Track)

### 通常盤
1. ビロードの闇
2. 春雷
3. Anniversary (Live at Tokyo Dome)
（作詞：Satomi / 作曲：織田哲郎 / 編曲：家原正樹・吉田建）
前作「Anniversary」のライブテイク。前年から掛けて行われたコンサート『KinKi Kids DOME TOUR ～font de Anniversary～』の東京ドーム公演での音源（後日発売された同ライブのDVDと同じ音源）を収録している。
出版者：ブライト・ノート・ミュージック

## 収録アルバム
- ビロードの闇
  - H album -H・A・N・D-
  - 39
  - The BEST
- 春雷
  - 39
- 10years

（アルバム未収録）

## 映像作品
- ビロードの闇
  - KinKi you DVD
  - K album（初回限定盤）
  - KinKi Kids Concert 2013-2014「L」
  - 2015-2016 Concert KinKi Kids
  - We are KinKi Kids Dome Concert 2016-2017 TSUYOSHI & YOU & KOICHI
  - THE BEST